# Diadegma contractum
Diadegma contractum là một loài tò vò trong họ Ichneumonidae.